# ジェイテクトギヤシステム
株式会社ジェイテクトギヤシステム（英語: JTEKT GEAR SYSTEMS CORPORATION）は、愛知県瀬戸市に本社を置く自動車部品メーカー。

## 概要
元々トヨタ自動車株式会社の100%子会社であったが、2020年1月1日に株式会社ジェイテクトが全株式を取得し子会社化した。1958年に埼玉県北足立郡与野町（現在のさいたま市）に東洋歯車株式会社（とうようはぐるまかぶしきかいしゃ）として設立され、1967年に豊精密工業株式会社（ゆたかせいみつこうぎょうかぶしきかいしゃ、英語: Yutaka Seimitsu Kogyo, Ltd.）に社名を変更した。1987年に本社を愛知県瀬戸市に移した。2022年に現社名に変更した。

## 歴史

### 東洋歯車としての出発
1958年7月11日、埼玉県北足立郡与野町（現在のさいたま市）上落合590番地に東洋歯車株式会社として設立された。資本金5000万円はトヨタ自動車工業が全額出資しており、自動車用ハイポイドギヤ歯切り盤の国産化を目指して設立された子会社である。初代社長は早坂力。同年8月1日に操業を開始し、1960年12月には7,818m2の与野工場が完成した。
従業員数が250人を超えた1961年9月1日には東洋歯車労働組合が結成されている。初代社長の早坂の病没により、1963年7月22日にはトヨタ自動車工業副社長だった大野修司が第2代社長に就任している。1964年1月には自動車用部品生産ラインが完成して初めて自動車部品の生産を開始した。

### 豊精密工業への社名変更
モータリゼーションの急速な進展を踏まえると与野工場は手狭であり、1967年9月25日には愛知県愛知郡日進町（現在の日進市）に約40,000m2の日進工場が完成した。トヨタ自動車工業の石田退三会長や豊田英二副社長などの来賓を迎えて完成式典を開催し、また同日には豊精密工業株式会社に社名を変更した。
第2代社長の大野の病没により、1970年2月9日には伊藤繁雄が第3代社長に就任した。1978年3月には日本で初めてハイポイドギヤラップ盤の国産化に成功した。1978年9月には創立20周年を迎えたが、この際の従業員数は362人となり、売上高は約56億円となっていた。1979年6月22日には杉浦英之が第4代社長に就任した。

### 愛知県瀬戸市への移転
1982年の東北新幹線・上越新幹線開業に際して与野工場の移転を余儀なくされると、1987年8月20日には愛知県瀬戸市の暁工業団地に本社や生産拠点を移し、11月30日には与野工場が創業時から29年間の役目を終えた。1989年6月19日には赤松利章が第5代社長に就任した。
1997年にはF-45N CNC ハイポイドギヤ成型歯切り盤が財団法人機械振興協会の「新機械開発賞」に輝き、「革新的な機械の技術開発を行い、実用化し、機械工業技術進展に貢献した」と評価された。創業当初から目標としていたアメリカ・グリーソン社の開発担当者にもF-45Nは高く評価されている。1998年1月には工作機械・一般歯車部門がISO9001を、自動車部品部門がISO9002を取得した。1998年9月には創立40周年を迎え、トヨタ自動車の森田章義常務などを迎えて産業技術記念館でパーティを開催した。
1999年6月21日には宮谷孝夫が第6代社長に就任した。2000年4月14日にはISO14001を取得した。2003年7月には岐阜県可児郡御嵩町にみたけ工場が竣工した。2006年6月15日には澤田豊が第7代社長に就任した。2007年2月にはトヨタグローバル仕入先総会で技術開発賞を受賞し、2009年2月にも同賞を受賞している。2008年9月28日には産業技術記念館で創立50周年記念式典を挙行した。2015年6月15日には近藤芳弘が第8代社長に就任した。2018年には創立60周年を迎え、『豊精密工業60年史』を刊行した。

## 拠点
本社・瀬戸工場
- 愛知県瀬戸市暁町3-45
- 敷地面積：43,200m2
- 建物延床面積：21,500m2
- 自動車部品（デフギヤ）、工作機械、一般歯車を製造。

日進工場
- 愛知県日進市岩崎町阿良池12-40
- 敷地面積：41,400m2
- 建物延床面積：13,400m2
- 自動車部品（円筒形ギヤ）を製造。

みたけ工場
- 岐阜県可児郡御嵩町御嵩字南山2188-48
- 敷地面積：96,000m2
- 建物延床面積：43,100m2
- 自動車部品（デフギヤ、デフキャリアASSY、円筒系ギヤ）を製造。